# Séquia de Mislata
La Séquia de Mislata és una de les vuit séquies de l'Horta de València (País Valencià) que estan sota la jurisdicció del Tribunal de les Aigües de València. El seu origen està en el riu Túria, en terme municipal de Manises. Rega les hortes i camps del marge dret del riu Túria dominats per esta séquia fins a la séquia de Favara, sobre la qual aboquen els vessaments que circulen pels diversos braçals i no són utilitzades per al reg.

## Dades
Les aigües del riu són elevades de nivell per l'assut de la séquia de Mislata i part del cabal del riu és desviat pel llit de la séquia.  El primer tram d'aquest rec és conegut com la Séquia Mare, i discorre paral·lel al riu Túria, pels termes de Manises i Quart de Poblet, en una longitud aproximada de 2,75 km. Va ser declarat com a Bé d'interès cultural el 7 d'octubre de 2004, l'assut i part aquest tram.
A l'alçada del poliesportiu de Quart, es divideix en dues lleres:

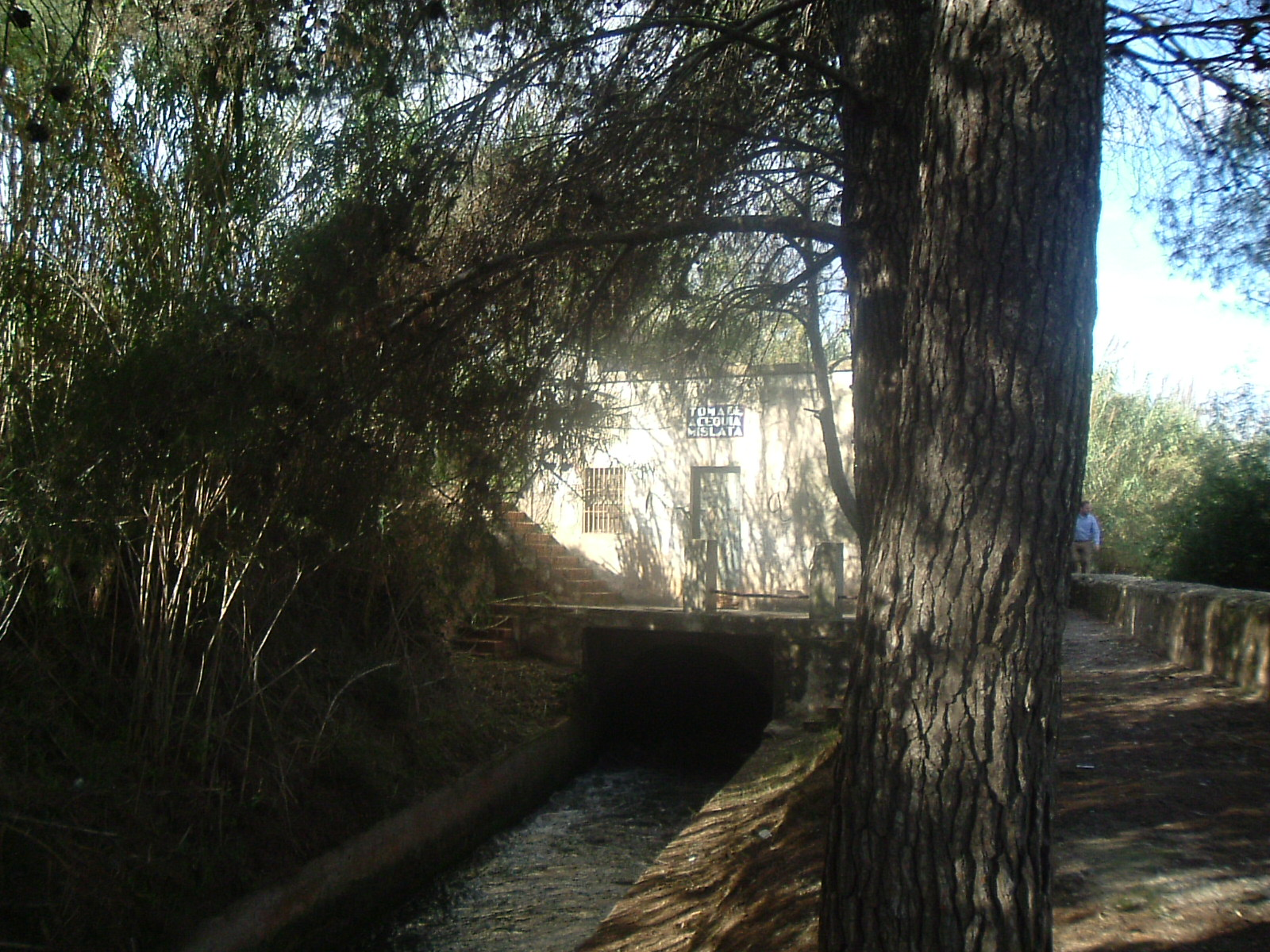
Vista de la séquia de Mislata

- Vista de la séquia de MislataMislata Esquerra, que creua el llit del Pla Sud del riu Túria i se separa cap al nord el Braç dels Moros, per donar reg a les terres de l'Alitrà de Quart i El Quint de Mislata, mentre la branca principal discorre al costat de la marginal esquerra de la V-30 fins a arribar a El Rancho, on es divideix en el Braç de Quart i l'Andarella Esquerra. El Braç de Quart creua per dins de Mislata i aboca sobre la séquia de Favara a l'altura l'avinguda Nou d'Octubre. La Andarella Esquerra discorre aproximadament paral·lela a la V-30, separant-se de la mateixa per creuar pel Barri de la Llum, el CC Gran Túria i la Ciutat Ros Casares, per tornar al costat de la V-30 fins a abocar sobre la séquia de Favara i l'assarb del marge esquerre del Pla Sud a l'altura del Cementiri de València.[1]

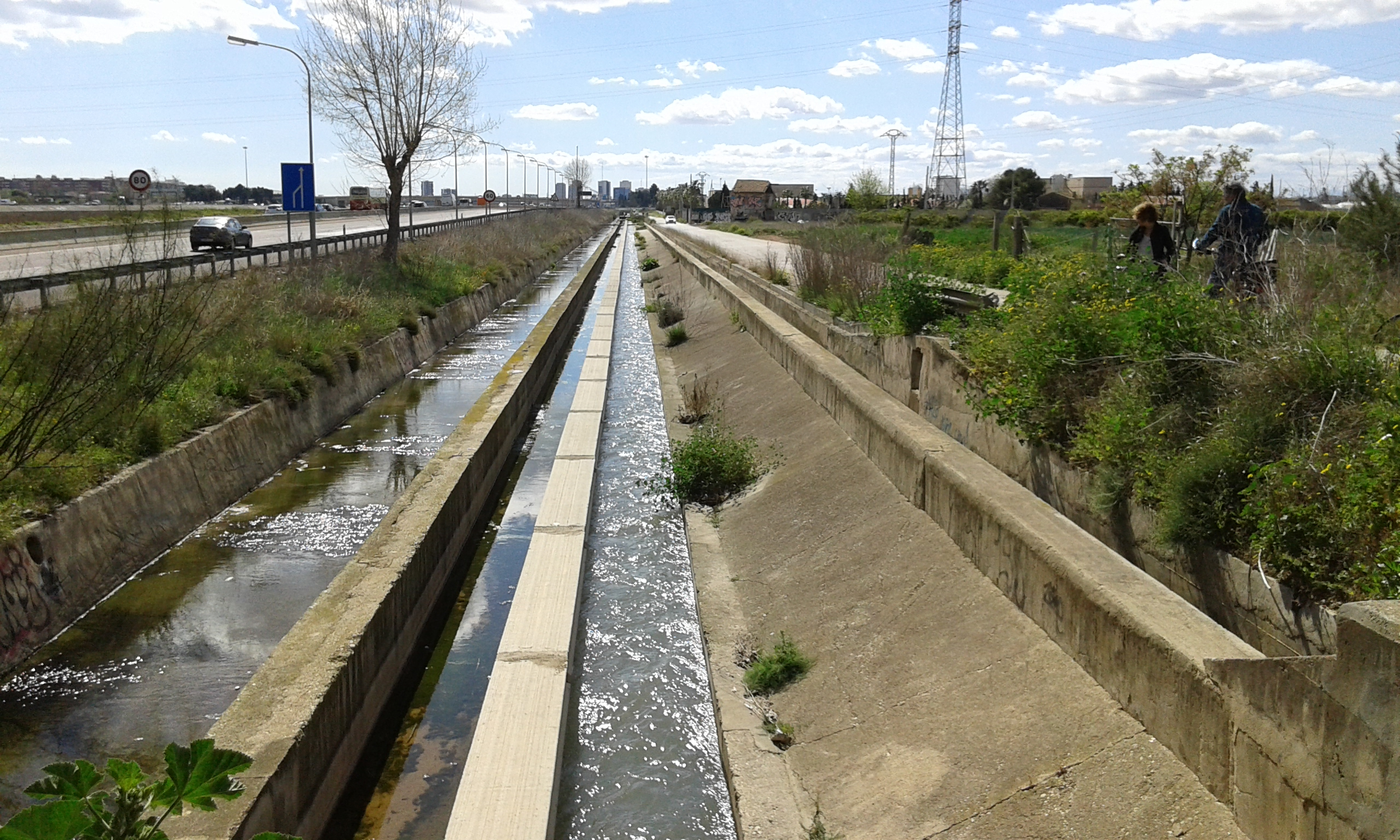
Séquia de Mislata en paral·lel a la V-30

- Séquia de Mislata en paral·lel a la V-30Mislata Dreta, que creua cap al sud la partida de l'Almassil de Quart, per girar cap a l'est per darrere de l'antiga fàbrica de Flex fins a arribar a la V-30. Discorre al costat de la vora dreta de la V-30 per formar l'Andarella Dreta fins a arribar a la depuradora de Quart-Benàger; l'envolta per la dreta i contínua el seu recorregut entre camps creuant l'autovia de Torrent i les vies de la línia 1 de Metro per acabar uns 500 m més endavant abocant sobre la séquia de Favara junt amb la V-30.[1]

La superfície regable actual no és fàcil d'avaluar, ja que gran part d'ella està en vistes a ser urbanitzada, tant en terme de Quart com de Mislata. Algunes parcel·les es continuen conreant al marge esquerre en terme de Quart al Braç dels Moros. En el marge dret és on hi ha més parcel·les d'horta, a partir del nucli urbà de Xirivella fins al final del traçat de l'Andarella Dreta.

## Història
El traçat primitiu de la séquia de Mislata es va veure molt afectat per les obres del Pla Sud del Túria, que es va traçar en gran part per les terres regades per la séquia. L'expansió urbanística de la ciutat de València va ocupar també tota la superfície regable d'horta dominada per aquesta séquia, especialment el barri de la Llum, la Misericòrdia, el polígon de Vara de Quart, Soriano i Sant Isidre.